# Catephia squamosa
Catephia squamosa är en fjärilsart som beskrevs av Hans Daniel Johan Wallengren 1856. Catephia squamosa ingår i släktet Catephia och familjen nattflyn. Inga underarter finns listade i Catalogue of Life.